# Macroplea
Macroplea is een geslacht van kevers uit de familie bladkevers (Chrysomelidae).
De wetenschappelijke naam van het geslacht werd in 1819 gepubliceerd door Samouelle.

## Soorten
- Macroplea appendiculata Panzer, 1794
- Macroplea flagellata (Askevold, 1988)
- Macroplea minnesotensis (Askevold, 1988)
- Macroplea mutica Fabricius, 1792
- Macroplea pubipennis Reuter, 1875
- Macroplea skomorokhovi Medvedev, 2006